# Bohrstockschuppen

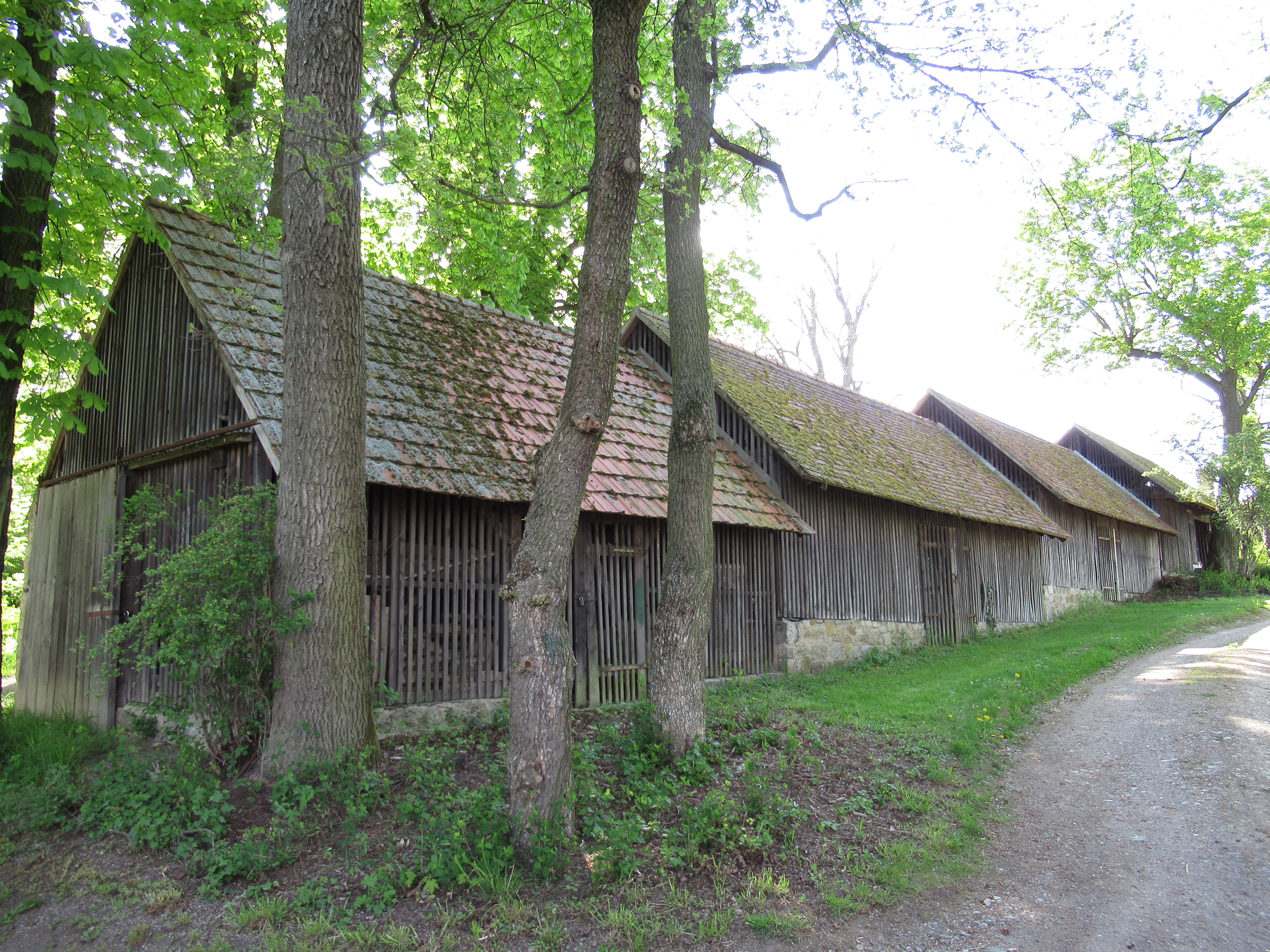
Bohrstockschuppen im Schlosspark von Belvedere

Unmittelbar an der Gärtnerei von Schloss Belvedere bei Weimar befindet sich der Bohrstockschuppen (eigentlich mehrere aneinander gereihte Schuppen), der von dieser als Lagerraum genutzt wird.
Dieser aus mehreren Teilen bestehende längliche Schuppen wie auch der in seiner Nähe befindliche Bohrstockplatz haben ihren Namen wohl daher, dass in der Umgebung früher mit Bohrstöcken Bodenproben entnommen wurden. Das Gebäude besteht größtenteils aus Holz und ist mit einem Satteldach gedeckt.
Ungewöhnlich ist, dass ein solches Gebäude unter Denkmalschutz gestellt wurde. Es ist wie auch die Gärtnerei und das „Küchgartenhaus“ Teil des Denkmalensembles „Schloss und Schlosspark Belvedere“.